# Enjoy the Ride
Enjoy The Ride är den svenska popsångerskan Marie Serneholts debutalbum som soloartist . Albumet släpptes efter den första singeln "That's The Way My Heart Goes" som kom på #2 på svenska singellistan. Albumet släpptes 29 mars 2006 och debuterade #9 på Sverigelistan, men föll snabbt ner på listan.
Andra singeln, "I Need a House" gav inte albumet en större succé och nådde endast #40 på svenska singellistan och #2 på svenska nerladdningslistan.
Tredje singeln, "Oxygen" började spelas på radion i mitten av oktober och musikvideon till låten hade premiär 26 oktober. Singeln släpptes i Sverige för nerladdning endast.
Ett internationellt släpp av skivan gjordes också i Tyskland, Schweiz och andra europeiska länder.
Albumet släpptes också i Taiwan i begränsad upplaga.

## Om albumet
Serneholt visste att hon ville försöka sig på en solokarriär efter att A*Teens splittrades, men ville först ta in alla upplevelser från de senaste åren. Hon behövde rätt människor runt om sig och även rätt material.
Serneholt kontaktade först Jörgen Elofsson några år tidigare. Men just då hade Elofsson inte tid och Serneholt visste ännu inte åt vilket håll hon ville gå i sin karriär. Men 2005 hade hon en vision och kontaktade honom igen. Denna gången föll allting på plats också. Elofsson hade precis börjat arbeta med de två relativt nya och okända producenterna Richard Brandén and Pär Westerlund.
Serneholt bestämde sig för att arbeta med pop, vilken var en lättnad för Elofsson, eftersom det är vanligare att folk väljer helt plötsligt att börja med R&B eller rock.
Elofsson är listad som låtskrivare till alla låtar på albumet. Förutom med sina producentpartners skrev han ihop med legendariska Nicky Chinn och den svenska kollegan Andreas Carlsson.
Elofsson startade sitt eget skivbolag Planet Six, som en del av SonyBMG så att Serneholt och Elofsson kunde arbeta ostört i deras egen takt, utan några invändningar från andra skivbolag, media eller utomstående personers åsikter.

## Låtlista
1. "Enjoy The Ride" – 3:10
2. "Wasted Love" – 3:15
3. "That's the Way My Heart Goes" – 3:34
4. "I Need a House" – 3:00
5. "Beyond Tonight" – 4:20
6. "I Love Making Love In The Morning" – 3:31
7. "The Boy I Used To Know" – 2:50
8. "Calling All Detectives" – 3:56
9. "Can't Be Loved" – 3:53
10. "Oxygen" – 4:23

## Listplaceringar
| Lista (2006) | Topplacering |
| ------------ | ------------ |
| Polen        | 61           |
| Schweiz      | 78           |
| Sverige      | 9            |
| Tyskland     | 75           |

### Fotnoter
1. ↑  Information i Svensk mediedatabas.
2. ↑  Listplacering
3. ↑  Listplacering